# Veliki trstenjak
Veliki trstenjak ili trstenjak droščić (lat. Acrocephalus arundinaceus) je euroazijska ptica pjevica. Obitava u Europi i u području umjerenog pojasa Azije. staništa su joj jezera, bare, močvare i rijeke

## Opis
Ova ptica je velika otprilike kao drozdovi, oko 16-20 cm, a težina joj je 25-36 grama. Krila su duga otprilike 9 cm. Gornji dio tijela ima smeđe pruge, a donji dio tijela i glave je bijele boje. Čelo mu je spljošteno, dok je kljun snažan i spljošten.  Spolovi su gotovo identični, kao i kod većine trstenjaka.
Ove ptice spolnu zrelost stječu kad navrše godinu dana. Sezona parenja je od svibnja do srpnja. Gnijezdo  se pravi od trave i trstike. Ženka u gnijezdo polaže 4-6 jaja. Jaja inkubiraju 13-15 dana. Nakon što se izlegnu, mladi ptići borave u gnijezdu 12-14 dana. U gnijezdu se često mogu naći i kukavičja jaja, jer jako nalikuju onima velikog trstenjaka.
Pjev ovih ptica je jako glasan te čuje i se na dosta velikim udaljenostima. Glavna fraza im je carr-carr-cree-cree-cree-jet-jet i praćena je uz cvokotanje i škripanje.
Hrani se paucima, školjkama, kukcima, vodozemcima i mladim bobicama. 